# Pius Weloński

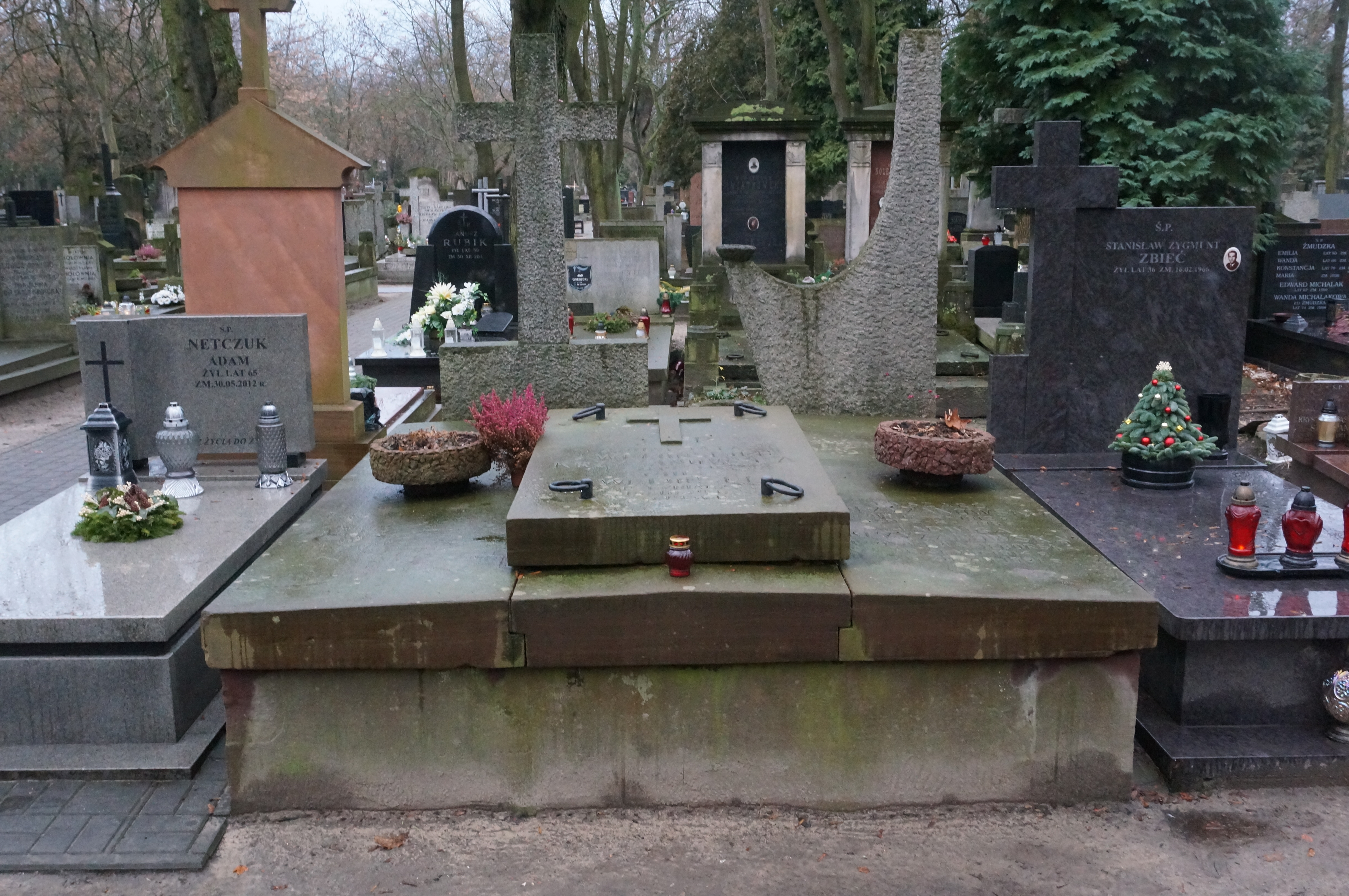
Grób Piusa Welońskiego na cmentarzu Powązkowskim

Pius Weloński (ur. 1849 w Kumelanach koło Mariampola, zm. 21 października 1931 w Warszawie) – polski rzeźbiarz, malarz.

## Życiorys
W latach 1868–1872 uczył się w Szkole Rysunkowej w Warszawie. Jego nauczycielami byli m.in.: Konstanty Hegel (rzeźba) i Rafał Hadziewicz (malarstwo). Odbywał praktyki także w pracowniach Faustyna Cenglera i Andrzeja Pruszyńskiego. W latach 1872–1878 studiował w Cesarskiej Akademii Sztuk Pięknych w Petersburgu (dzięki stypendium Towarzystwa Zachęty Sztuk Pięknych). Uczelnię ukończył odznaczony złoty medalem. W latach 1878–1883 przebywał we Włoszech. Później wyjechał do Francji, a następnie do Niemiec.
W 1897 roku wrócił do Warszawy. Otrzymał wówczas po Bolesławie Syrewiczu pracownię na Zamku Warszawskim. W 1901 roku otworzył fabrykę odlewów. W latach 1904–1915 był profesorem i dyrektorem Szkoły Rysunkowej w Warszawie (uczył modelowania), a od 1906 honorowym dyrektorem warszawskiego Muzeum Sztuk Pięknych. Był także członkiem korespondentem krakowskiej Akademii Umiejętności, honorowym profesorem Akademii Sztuk Pięknych w Petersburgu, a od 1924 roku dyrektorem prywatnej Szkoły Sztuk Pięknych im. Wojciecha Gersona w Warszawie.
Zmarł 21 października 1931, a jego pogrzeb odbył się 24 października tego roku. Pochowany został na cmentarzu Powązkowskim (kwatera 90-1-29/30).

## Twórczość
Weloński tworzył głównie kompozycje o tematyce alegorycznej, religijnej, nagrobki oraz portrety.
W Krakowie na Plantach stoi pomnik jego autorstwa przedstawiający Bogdana Zalewskiego (Bojana). Natomiast na zachodniej ścianie kościoła Mariackiego wmurowana jest płyta-płaskorzeźba upamiętniająca 200-lecie Wiktorii wiedeńskiej, a w północnej nawie tego samego kościoła znajduje się epitafium Pawła Popiela. W katedrze wawelskiej, w kaplicy Szafrańców, znajduje się nagrobek kardynała Jerzego Radziwiłła z 1904 roku.
Jednym z najszerzej znanych dzieł Welońskiego jest rzeźba Gladiator. Pierwszy jego model powstał w 1880 w Rzymie. Rzeźba przedstawia figurę gladiatora rzymskiego ujętego w chwili wychodzenia na arenę, z uniesionym ramieniem, a na postumencie ma wyryty napis: „Ave Caesar! Morituri te salutant” (Bądź pozdrowiony Cezarze! Idący na śmierć cię pozdrawiają). Następnie rzeźbę tę kopiowano w różnej skali i z różnych materiałów. Można ją oglądać m.in. w parku Ujazdowskim w Warszawie (odlew z brązu) i Galerii Sztuki Polskiej XIX wieku w krakowskich Sukiennicach (zob. Gladiator). Wykonana w marmurze rzeźba eksponowana jest obecnie w sali kinowej w Zachęcie – Narodowej Galerii Sztuki w Warszawie.
Od roku 1901 do 1912 artysta pracował nad 14 monumentalnymi rzeźbami przedstawiającymi stacje Drogi Krzyżowej, usytuowanymi w pobliżu klasztoru jasnogórskiego w Częstochowie.

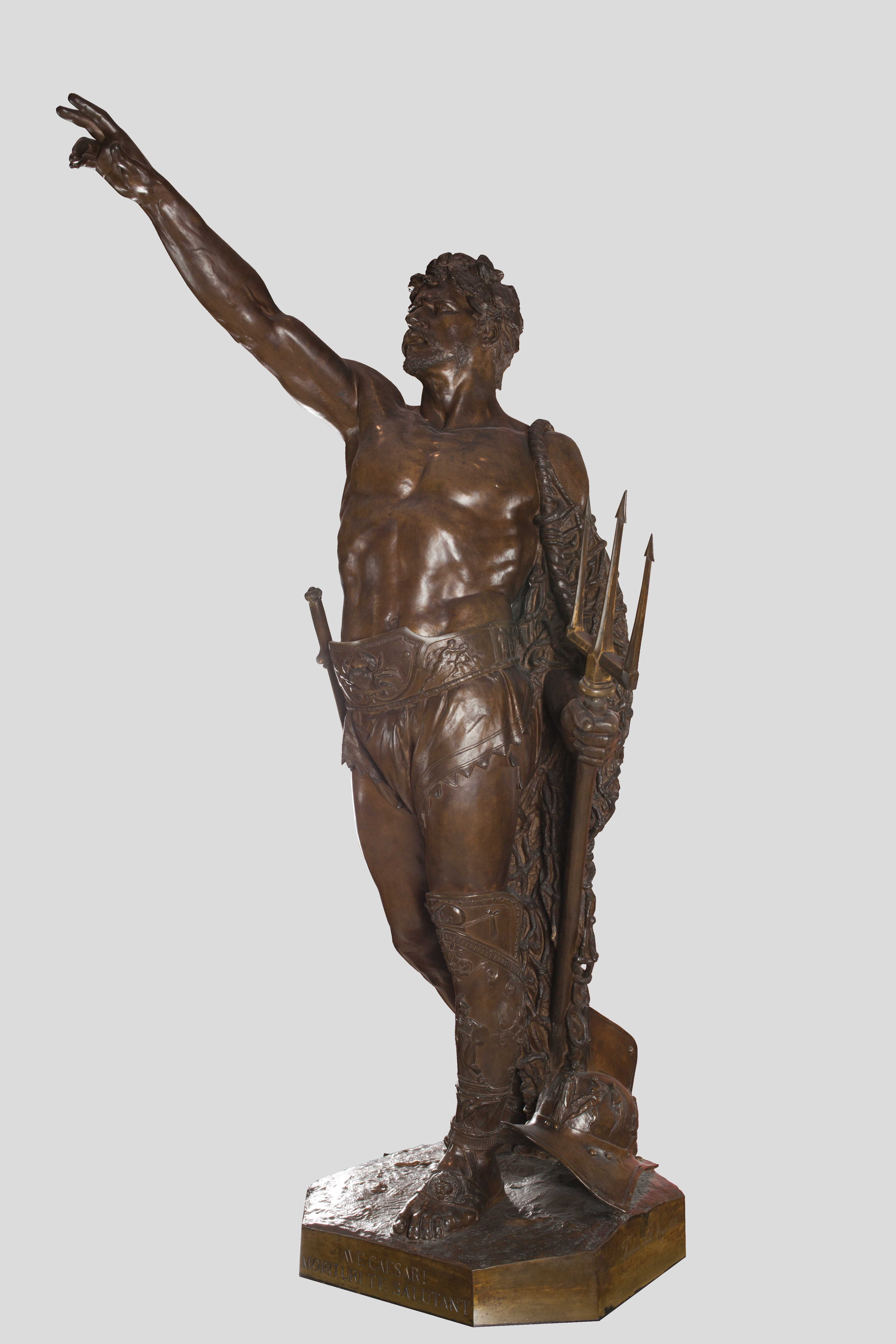
Rzeźba „Gladiator” Kraków, Muzeum Narodowe, Sukiennice
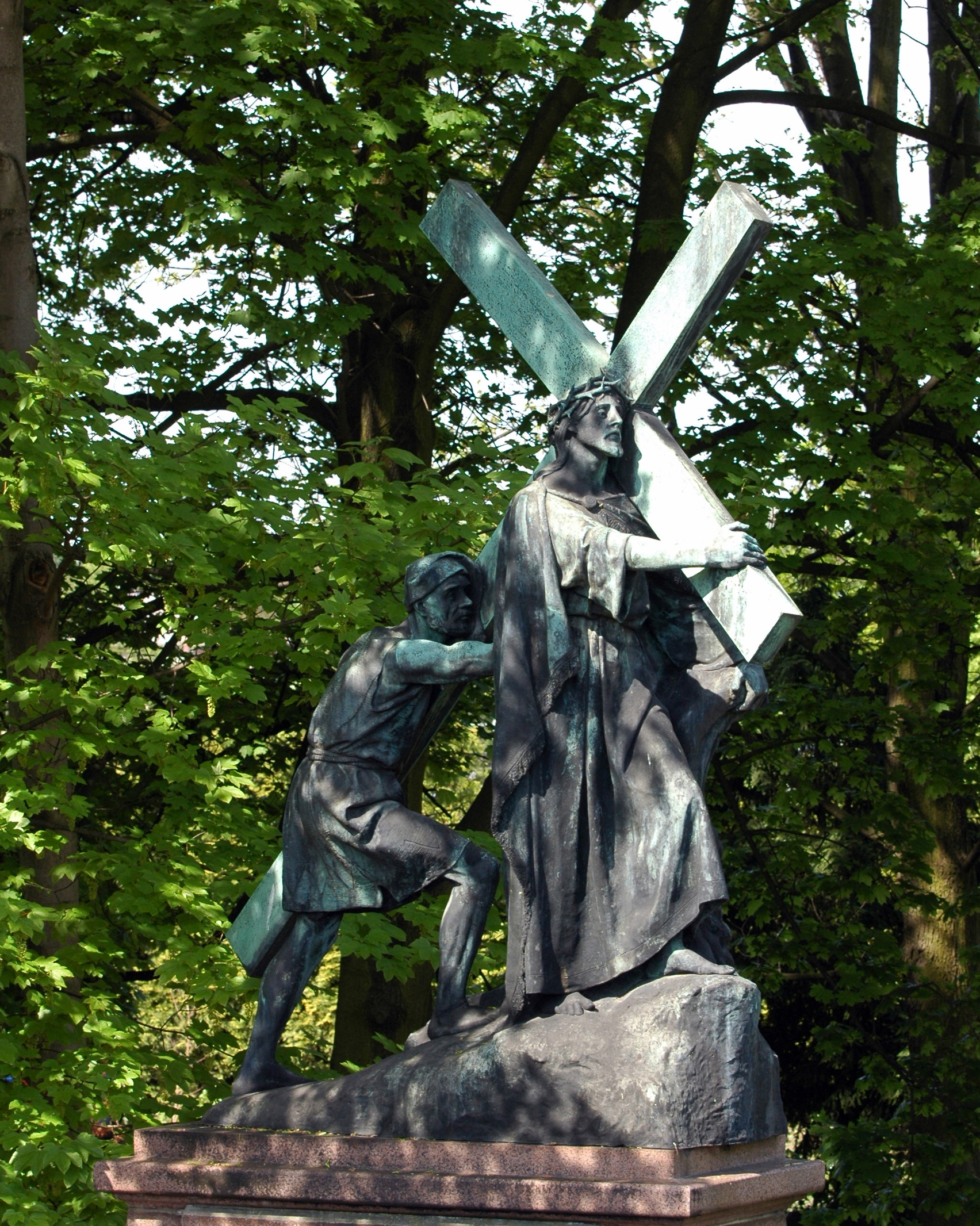
Jedna ze stacji Drogi Krzyżowej Częstochowa, Jasna Góra
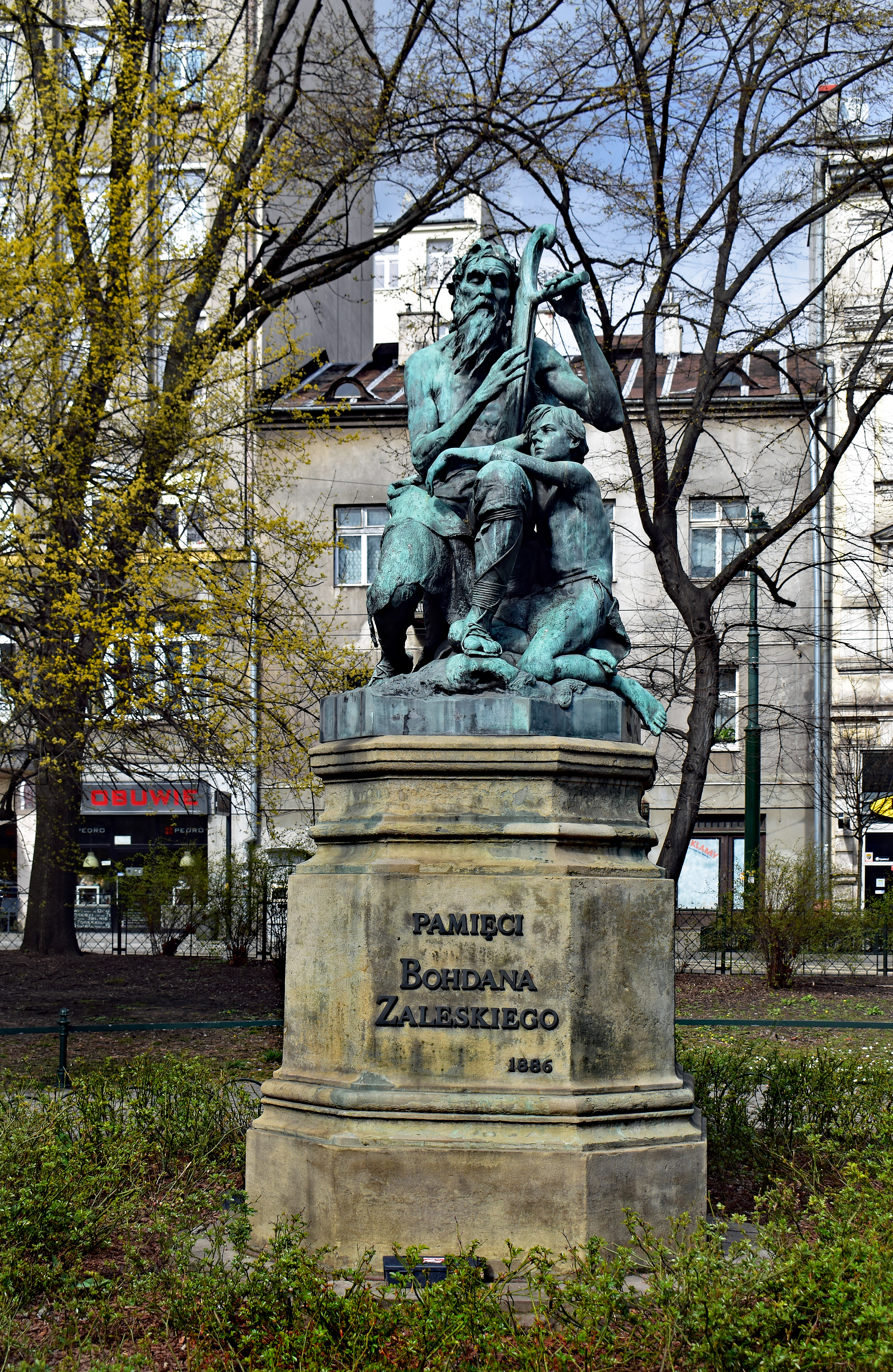
Pomnik Harfiarza Kraków, Planty
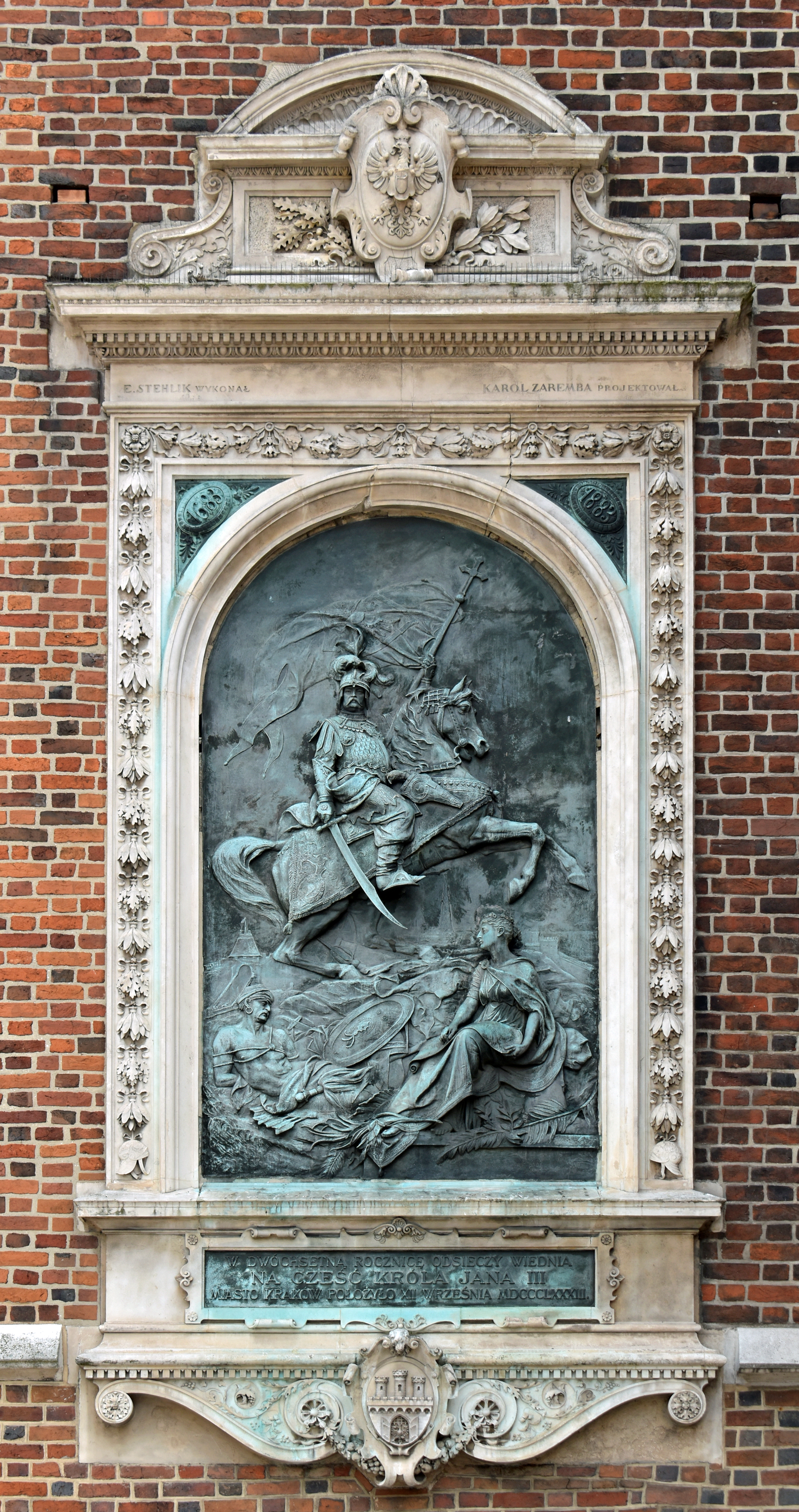
Tablica upamiętniająca króla Jana III Sobieskiego i 200 rocznicę odsieczy wiedeńskiej Kraków, kościół mariacki
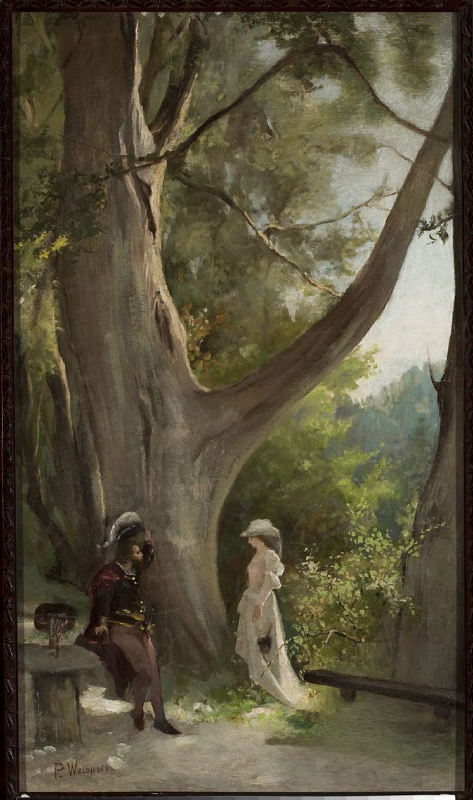
„Kobieta z rycerzem w parku” (olej na płótnie) Warszawa, Muzeum Narodowe
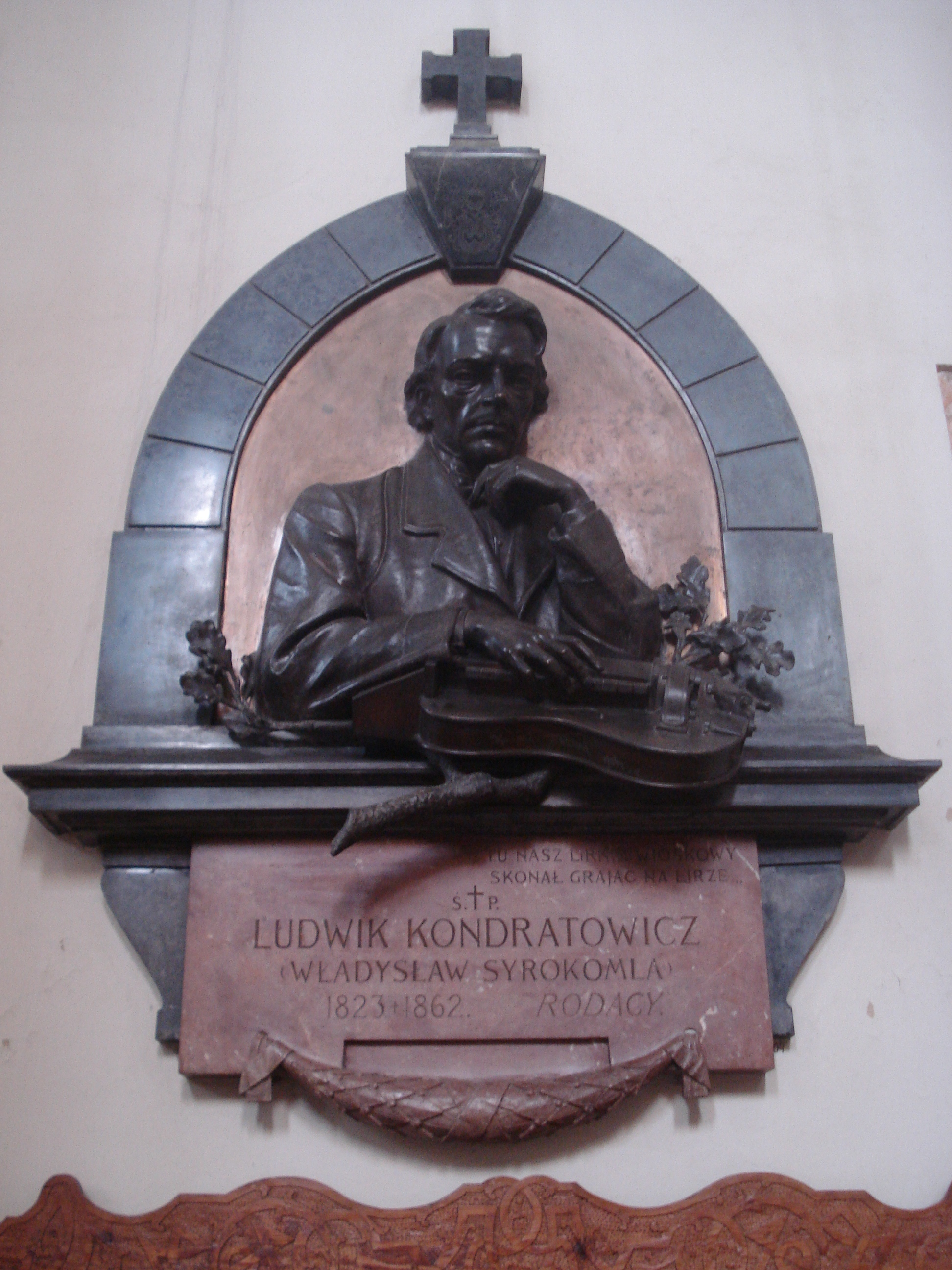
Pomnik Władysława Syrokomli Wilno, kościół św. Jana